# Victorious (Wolfmother)
Victorious è il quarto album in studio del gruppo hard rock australiano Wolfmother, pubblicato nel 2016.

## Tracce
Testi e musiche di Andrew Stockdale, eccetto dove indicato.
1. The Love That You Give – 2:38
2. Victorious – 4:24
3. Baroness – 3:15
4. Pretty Peggy – 3:49
5. City Lights – 3:51
6. The Simple Life – 3:12
7. Best of a Bad Situation – 3:07
8. Gypsy Caravan – 3:34 (Stockdale, Kram)
9. Happy Face – 3:31
10. Eye of the Beholder – 3:59

## Formazione
- Andrew Stockdale – voce, chitarra, basso
- Ian Peres – organo
- Josh Freese – batteria (1, 2, 3, 4, 7, 9, 10)
- Joey Waronker – batteria (5, 6, 8, 11, 12)
- Brendan O'Brien – percussioni addizionali, organo, piano, chitarra